# 腓特烈斯韦特
腓特烈斯韦特（德語：Friedrichswerth，發音：[ˈfʁiːdʁɪçsˌveːɐt]）是德国图林根州哥达县曾经的一个市镇，面积4.9平方千米，2017年12月31日人口为474人。2019年1月1日，腓特烈斯韦特与另外10个市镇合并为新市镇内瑟塔尔。